# Сансет (Луїзіана)
Сансет (англ. Sunset) — місто (англ. town) в США, в окрузі Сент-Ландрі штату Луїзіана. Населення — 2909 осіб (2020).

## Географія
Сансет розташований за координатами 30°24′27″ пн. ш. 92°3′39″ зх. д. / 30.40750° пн. ш. 92.06083° зх. д. (30.407487, -92.060950).  За даними Бюро перепису населення США в 2010 році місто мало площу 8,12 км², з яких 8,05 км² — суходіл та 0,07 км² — водойми.

## Демографія
Згідно з переписом 2010 року, у місті мешкало 2897 осіб у 1129 домогосподарствах у складі 787 родин. Густота населення становила 357 осіб/км².  Було 1226 помешкань (151/км²).
Расовий склад населення:
| - 49,5 % — чорних або афроамериканців - 47,6 % — білих - 0,5 % — корінних американців - 0,1 % — азіатів - 1,4 % — осіб інших рас |

До двох чи більше рас належало 0,9 %. Частка іспаномовних становила 2,7 % від усіх жителів.
За віковим діапазоном населення розподілялося таким чином: 28,8 % — особи молодші 18 років, 61,8 % — особи у віці 18—64 років, 9,4 % — особи у віці 65 років та старші. Медіана віку мешканця становила 34,7 року. На 100 осіб жіночої статі у місті припадало 87,3 чоловіків;  на 100 жінок у віці від 18 років та старших — 86,2 чоловіків також старших 18 років.
Середній дохід на одне домашнє господарство  становив 50 673 долари США (медіана — 36 830), а середній дохід на одну сім'ю — 67 600 доларів (медіана — 56 786). За межею бідності перебувало 24,6 % осіб, у тому числі 31,7 % дітей у віці до 18 років та 15,2 % осіб у віці 65 років та старших.
Цивільне працевлаштоване населення становило 1188 осіб. Основні галузі зайнятості: освіта, охорона здоров'я та соціальна допомога — 29,1 %, роздрібна торгівля — 11,5 %, науковці, спеціалісти, менеджери — 9,8 %, виробництво — 9,1 %.
Посаду мера на даний час (2023 рік) займає Чарльз Джеймс (англ. Mayor Charles James).